# 坂野常善
坂野 常善（さかの つねよし、1884年（明治17年）12月1日 - 1971年（昭和46年）9月21日）は、日本の海軍軍人。海兵33期。最終階級は海軍中将。岳父は宮原二郎（海軍機関中将、男爵）。

## 略歴
岡山県津高郡野谷村（現・岡山市）出身。岡山県士族・坂野半四郎の二男。
岡山県岡山中学校（現・岡山県立岡山朝日高等学校）を経て海軍兵学校に入校（第33期）。入校時席次は180名中第84位、卒業時席次は171名中第22位。第一次世界大戦中は、第二特務艦隊参謀として地中海に遠征し、英国海軍との連絡業務にあたった。
坂野は海軍部内で対英米協調派（条約派）の1人に数えられていた。海軍軍事普及部部長在任中に、陸軍強硬派と海軍艦隊派から買収された報知新聞記者に『海軍は宇垣一成 内閣に反対ではない』と発言 したことが海軍大臣・大角峯生の怒りを買い、いわゆる「大角人事」により予備役に編入された。
戦後の1947年（昭和22年）、公職追放の仮指定を受けた。

## 人物像
坂野は日米避戦論者であり艦隊強硬派のターゲットになり不本意にも予備役に追い込まれたが、1945年（昭和20年）3月に手記『大東亜戦争ノ教訓』を脱稿する。
そこには主だった陸軍統制派軍人たちが機密費を濫用し軍紀を紊乱させた結果、諸外国の信頼を失墜させ、さらに軍人の政治関与が日本の針路を誤らせたものと断罪しており、当時の坂野の無念振りと憤りを窺い知ることができる貴重な資料である。
趣味はゴルフ、撞球、読書。

## 年譜
- 1884年(明治17年)12月1日- 岡山県御津郡野谷村（現・岡山市北区栢谷）に生まれる
- 1905年(明治35年)12月17日- 海軍兵学校入校
- 1908年(明治38年)11月28日- 海軍兵学校卒業 2等巡洋艦「厳島」乗組
- 1909年(明治39年)2月15日- 練習艦隊遠洋航海出発 旅順～芝罘～威海衛～青島～呉淞～香港～マニラ～パーム島～タウンズビル～メルボルン～シドニー～バタヴィア～シンガポール～澎湖島～竹敷～元山～大湊方面巡航
  - 8月25日- 帰着
  - 8月30日- 装甲巡洋艦「八雲」乗組
  - 12月20日- 任 海軍少尉
- 1907年(明治40年)9月28日- 3等駆逐艦「神風」乗組
- 1908年(明治41年)3月25日- 通報艦「満州」乗組
  - 4月20日- 海軍砲術学校普通科学生
  - 7月31日- 海軍水雷学校普通科学生
  - 9月25日- 任 海軍中尉
- 1909年(明治42年)1月20日- 装甲巡洋艦「浅間」乗組
  - 8月5日- 装甲巡洋艦「出雲」乗組
- 1910年(明治43年)12月1日- 任 海軍大尉・海軍大学校乙種学生
- 1911年(明治44年)5月22日- 海軍砲術学校高等科第9期学生
  - 11月26日- 海軍砲術学校高等科修了
  - 12月1日- 装甲巡洋艦「吾妻」分隊長
- 1913年(大正2年)5月24日- 1等海防艦「石見」分隊長
- 1914年(大正3年)12月1日- 第四艦隊参謀
- 1915年(大正4年)12月13日- 海軍砲術学校教官兼分隊長
  - 12月23日- 兼 海軍経理学校教官
- 1916年(大正5年)12月1日- 任 海軍少佐
- 1917年(大正6年)2月7日- 海軍軍令部参謀
- 1918年(大正7年)1月12日- 兼 第2特務艦隊参謀
- 1919年(大正8年)8月5日- 免 第2特務艦隊参謀
- 1920年(大正9年)11月20日- 第4戦隊砲術参謀
  - 12月1日- 任 海軍中佐
- 1921年(大正10年)1月25日- 海軍省副官
- 1922年(大正11年)12月1日- 兼 海軍大臣秘書官
- 1923年(大正12年)12月1日- 戦艦「日向」副長
- 1924年(大正13年)11月20日- 横須賀鎮守府附
  - 12月1日- 任 海軍大佐
- 1925年(大正14年)1月6日- 海軍軍令部出仕
  - 10月20日- 兼 海軍省出仕
  - 12月1日- 海軍省軍務局第2課長
- 1927年(昭和2年)11月15日- 在アメリカ日本大使館附海軍駐在武官
- 1930年(昭和5年)11月1日- 帰朝
  - 12月1日- 任 海軍少将
- 1931年(昭和6年)4月1日- 海軍軍令部第3班長
- 1932年(昭和7年)5月20日- 第3艦隊司令部附
  - 6月6日- 第1遣外艦隊司令官
- 1933年(昭和8年)5月20日- 第11戦隊司令官
  - 11月15日- 海軍軍令部出仕
- 1934年(昭和9年)5月10日- 兼 海軍省出仕
  - 5月14日- 海軍軍事普及部委員長
  - 6月1日- 免 軍事普及部委員長
  - 11月15日- 任 海軍中将
  - 12月10日- 待命
  - 12月15日- 予備役編入
- 1971年(昭和46年)9月21日- 死去 享年86

## 栄典
- 1907年（明治40年）2月12日 - 正八位[6]
- 1921年（大正10年）1月20日 - 正六位[7]
- 1924年（大正13年）12月27日 - 従五位[8]
- 1935年（昭和10年）1月4日 - 正四位[9]

## 主要著作物
- 大東亜戦争ノ教訓(私稿版)

## 親族
- 兄の坂野鉄次郎は逓信省に入り、42歳の時に実業界に転じて多くの企業の経営に携わり、貴族院多額納税者議員を務めた。
- 子の坂野常和は大蔵省証券局長を務め、退官後に日本化薬社長。原安三郎（日本化薬社長）は岳父。
- 子の坂野常隆は清水建設に入り、副社長・副会長を務めた。